# Roy Thinnes
Roy Thinnes (* 6. April 1938 in Chicago, Illinois) ist ein US-amerikanischer Schauspieler, der hauptsächlich für die Darstellung des David Vincent in der Science-Fiction-Serie Invasion von der Wega bekannt ist.

## Leben
Thinnes begann Ende der 1950er Jahre kleinere Rollen in Fernsehserien zu übernehmen. Zwischen den Engagements arbeitete er unter anderem als Hotelsekretär und als Vertreter für Vitamine.
Einen ersten Achtungserfolg hatte er 1965 mit General Hospital, aber erst 1967 wurde er durch seine Rolle des Architekten David Vincent, der zufällig von der Invasion der Außerirdischen erfährt und anschließend „eine ungläubige Welt“ davon überzeugen muss, dass „die lautlose Invasion“ bereits begonnen hat, zum Kultstar.
Thinnes heiratete seinen Wega-Co-Star Lynn Loring, mit der zusammen er auch in dem Film Unfall im Weltraum (1969) spielte. In den 1970er Jahren sah man ihn in Giganten am Himmel (1974) und Die Hindenburg (1975).
Er blieb aber im Wesentlichen ein Fernsehschauspieler. So spielte er an der Seite von Jane Wyman in Falcon Crest und Chris Carter setzte ihn als den Außerirdischen Jeremiah Smith in drei Folgen von Akte X – Die unheimlichen Fälle des FBI ein.
1995 durfte er in einer Fernseh-Miniserie noch einmal als David Vincent (in einer Minirolle) zurückkehren.

## Filmografie (Auswahl)
- 1965: General Hospital (Fernsehserie, zwei Folgen)
- 1966: Auf der Flucht (The Fugitive, Fernsehserie, eine Folge)
- 1967–1968: Invasion von der Wega (The Invaders, Fernsehserie, 43 Folgen)
- 1970–1971: The Psychiatrist (Fernsehserie, 7 Folgen)
- 1969: Unfall im Weltraum (Journey to the Far Side of the Sun)
- 1973: Unter tödlicher Sonne (Charley One-Eye)
- 1974: Giganten am Himmel (Airport 1975)
- 1975: Die Hindenburg (The Hindenburg)
- 1982–1983: Falcon Crest (Fernsehserie, 20 Folgen)
- 1991: Dark Shadows (Fernsehserie, 12 Folgen)
- 1996: Die Killer-Klinik (Terminal, Fernsehdrama)
- 1996: Akte X (Fernsehserie, 2 Folgen)
- 2000: Die Sopranos (The Sopranos, Fernsehserie, Folge 2x11)
- 2001: A Beautiful Mind – Genie und Wahnsinn (A Beautiful Mind)
- 2005: The Eyes Of Van Gogh